# Oczy smoka
Oczy smoka (ang. The Eyes of the Dragon) – powieść Stephena Kinga wydana w 1987 roku. Jest z gatunku fantastyki, przez co odbiega znacznie od standardowych horrorów autora.

## Opis fabuły
Jednym z głównych bohaterów jest czarnoksiężnik Flagg, postać znana również z wielu innych powieści Kinga. Jego głównym celem jest sianie zniszczenia oraz uzyskanie władzy absolutnej w kraju. Nie chce on jednak być królem, gdyż o wiele bezpieczniejsze jest działanie z ukrycia, jako królewski doradca. W ten właśnie sposób skutecznie włada państwem zza pleców króla Rolanda, lecz niepokojem napełnia go następca tronu, Piotr. Jest on bowiem odważny, szczery, miłosierny i w każdym calu królewski, czego nie można powiedzieć o jego ojcu, którego słaby charakter nie był w stanie sprzeciwić się czarnoksiężnikowi. Flagg, w obawie, że Piotr wygna go, gdy dojdzie do władzy, postanawia się go pozbyć. W tym celu obmyśla chytry i pełen zła plan, dzięki któremu za jednym zamachem zniszczy starego już króla Rolanda, oraz szesnastoletniego, lecz w pełni dojrzałego Piotra. Zamiast niego królem zostanie młodszy brat Piotra - Tomasz, który idealnie nadaje się do kontynuacji planów czarnoksiężnika, ze względu na odziedziczoną po ojcu słabość charakteru i strach przed Flaggiem. Jednak kto wie, czy wszystko potoczy się dokładnie tak, jak to sobie zaplanował czarnoksiężnik.